# Маэ (округ)
Округ Маэ — округ в составе союзной территории Пондичерри (Индия).

## География
Округ Маэ занимает площадь около 9 км². Он является эксклавом: со всех сторон окружён территорией штата Керала.

## История

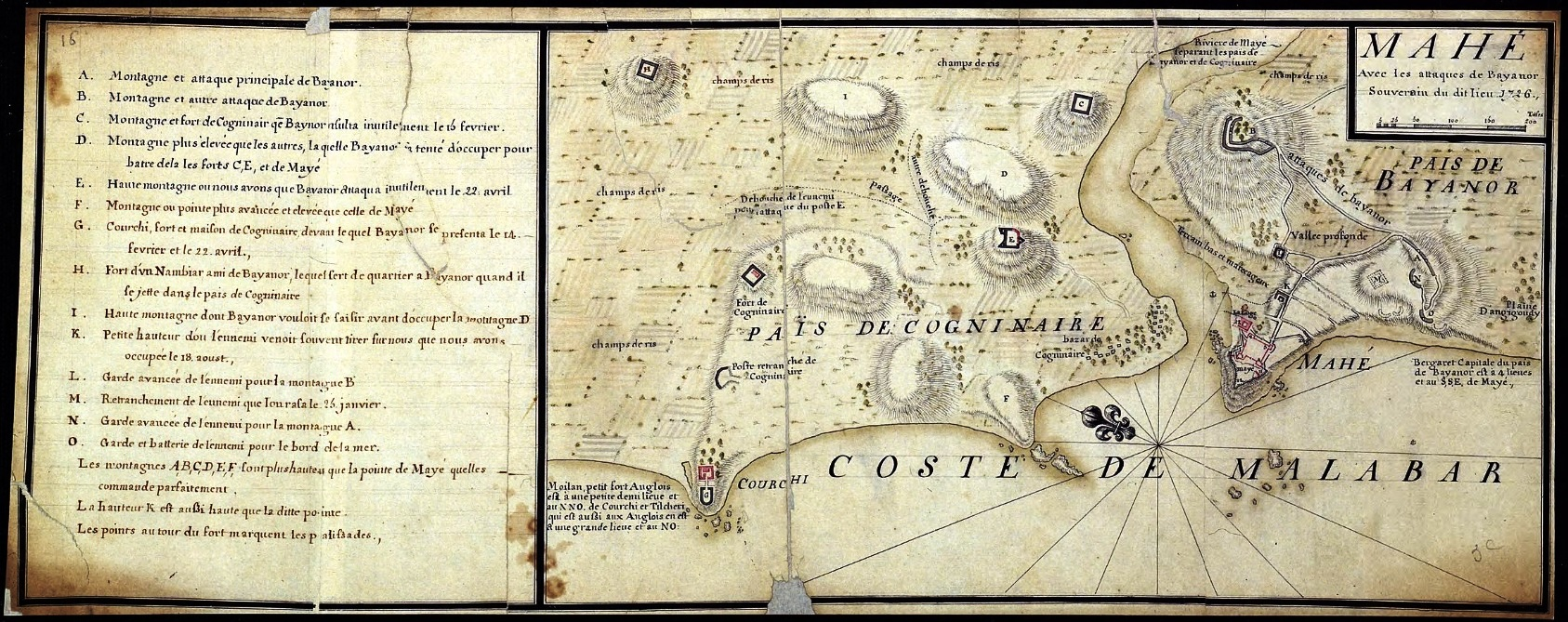
Маэ в 1720-х

Французская Ост-Индская компания приобрела эти земли у раджи Бадагара в 1724 году, и возвела на них форт.
В 1760-х годах правитель княжества Майсур Хайдер Али за помощь в борьбе против британцев подарил французам округ Налутхара (четыре деревни).
После образования независимой Индии во французских колониях на индийском субконтиненте начало шириться движение за объединение с Индией. В июне 1954 года администрация Маэ объявила о присоединении к Индии. Официальный договор о передаче земель бывшей Французской Индии был заключён в мае 1956 года, ратифицирован французским парламентом в мае 1962 года, а обмен ратифицированными документами между Францией и Индией состоялся 16 августа 1962 года. С 1 июля 1963 года бывшая Французская Индия стала союзной территорией Пондичерри.

## Состав

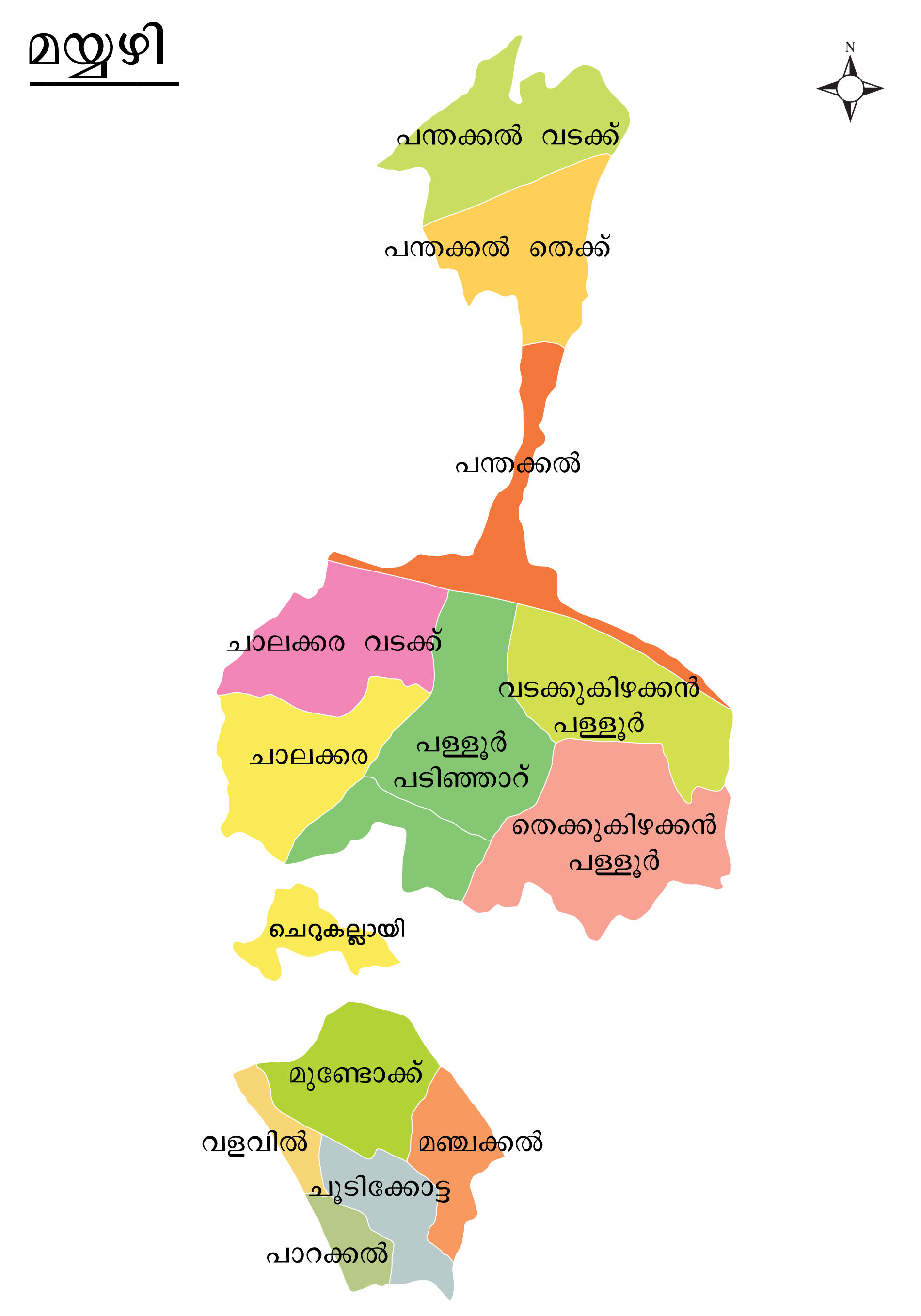
Административное деление округа Маэ

Округ Маэ состоит из трёх несвязных кусков: собственно Маэ, Черукаллай и Налутхара.